# Linyphia nepalensis
Linyphia nepalensis là một loài nhện trong họ Linyphiidae.
Loài này thuộc chi Linyphia. Linyphia nepalensis được Jörg Wunderlich miêu tả năm 1983.